# 王宗颖
王宗颖（1959年10月—），男，中华人民共和国外交官，曾任中华人民共和国驻曼德勒总领事。

## 生平
1986年，进入中共中央对外联络部工作，先后在中联部亚洲一局、驻缅甸大使馆、外交部亚洲司、外交部机关党委任职。2006年，任驻缅甸大使馆参赞。2012年，任外交部亚洲司参赞。2013年，任西藏自治区外事侨务办公室副主任。2016年8月，出任中华人民共和国驻曼德勒总领事。2019年12月，自驻曼德勒总领事离任。

## 家庭
已婚，有一女。